# Маяк Стэмфорд-Харбор
Маяк Стэмфорд-Харбор (англ. Stamford Harbor Ledge Light)  — маяк, расположенный в проливе Лонг-Айленд недалеко от города Стэмфорд,  округ Фэрфилд, штат Коннектикут, США. Построен в 1882 году. Деактивирован в 1953 году. Административно принадлежит городу Стэмфорд.

## Местоположение
Маяк расположен в проливе Лонг-Айленд на скале Чатем, находящейся на пути к городу Стэмфорд. Он предупреждает об опасности, поскольку её практически не видно из-под воды даже во время штиля. Подобные одиноко стоящие среди толщи воды маяки называют "маяки-свечки" (англ. sparkplug lighthouse), поскольку по форме они напоминают автомобильную свечу зажигания.

## История
К 1870-м годам Стэмфорд стал достаточно загруженным портом, и в 1881 году Конгресс США выделил 30 000$ на строительство маяка для обеспечения безопасной навигации до города. Для защиты фундамента маяка была насыпана отсыпь. В 1882 году строительство было завершено. Он представлял собой цилиндрическую железную башню на бетонном фундаменте, изготовленную в Бостоне, на вершине которой была установлена линза Френеля. В 1953 году маяк был признан избыточным,  выведен из эксплуатации и в 1955 году продан на аукционе. В 1984 году маяк в очередной раз сменил владельца, им стал Эрик Спектор, отреставрировавший маяк за свой счёт.
В 1991 году он был включен в Национальный реестр исторических мест.

## Фотографии

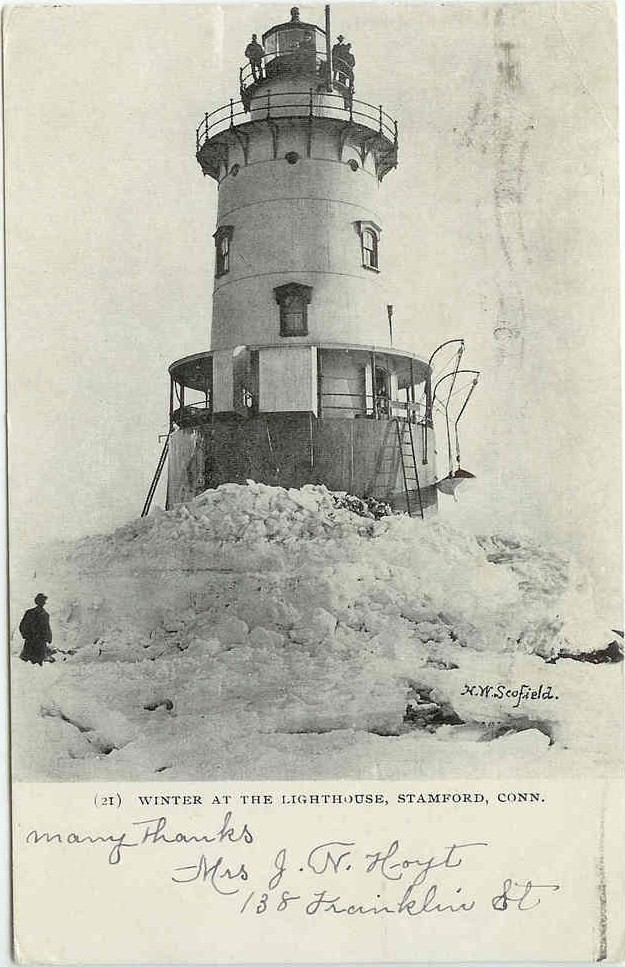
открытка 1906 года